# Ожерельє (міське поселення)
Ожерельє (рос. Ожерелье) — колишнє міське поселення у Каширському районі Московської області Російської Федерації, скасоване в 2015 році. Центром поселення було місто Ожерельє, розташовано на березі річки Мутенка.

## Символіка

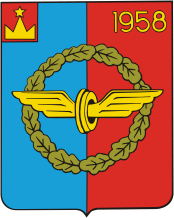
Герб міста Ожерельє

Місто Ожерельє мало власну символіку — герб та прапор. Сучасна версія міської символіки була ухвалена 29 березня 2007 року. В основі герба та прапора міста дві вертикальні смуги блакитного та червоного кольору, у центрі золоте крилате колесо оточене зеленим вінком із дубового листя.

## Міський округ
До складу міського округу Ожерельє окрім однойменного міста входили селище Ожерельєвського плодолісорозплідника (населення 227 чол) та села Грабченки (110 чол) і Пеньє (19 чол.).
У 2015 році міське поселення Ожерельє скасоване в зв'язку з включенням міста до складу міста Кашира.

## Міська адміністрація
Головою адміністрації міського поселення станом на квітень 2015 року був В'ячеслав Михайлович Казаков. Рада депутатів складається з 15 депутатів обраних по 3 виборчих округах. З них 11 депутатів представляют партію Єдина Росія, 3 — КПРФ, 1 — Справедлива Росія

## Населення
| Рік  | тис. чол | рік  | тис. чол | рік  | тис. чол | рік  | тис. чол |
| ---- | -------- | ---- | -------- | ---- | -------- | ---- | -------- |
| 1926 | 0.1      | 1992 | 16       | 2005 | 10.9     | 2012 | 10.5     |
| 1939 | 5.5      | 1996 | 15.7     | 2006 | 10.8     | 2013 | 10.4     |
| 1959 | 11.9     | 1998 | 15.4     | 2007 | 10.7     | 2014 | 10.3     |
| 1970 | 12.9     | 2000 | 15.2     | 2008 | 10.6     |      |          |
| 1979 | 14.45    | 2001 | 15.1     | 2010 | 10.6     |      |          |
| 1989 | 16.2     | 2003 | 11.1     | 2011 | 10.5     |      |          |